# ابراهیم فتحی

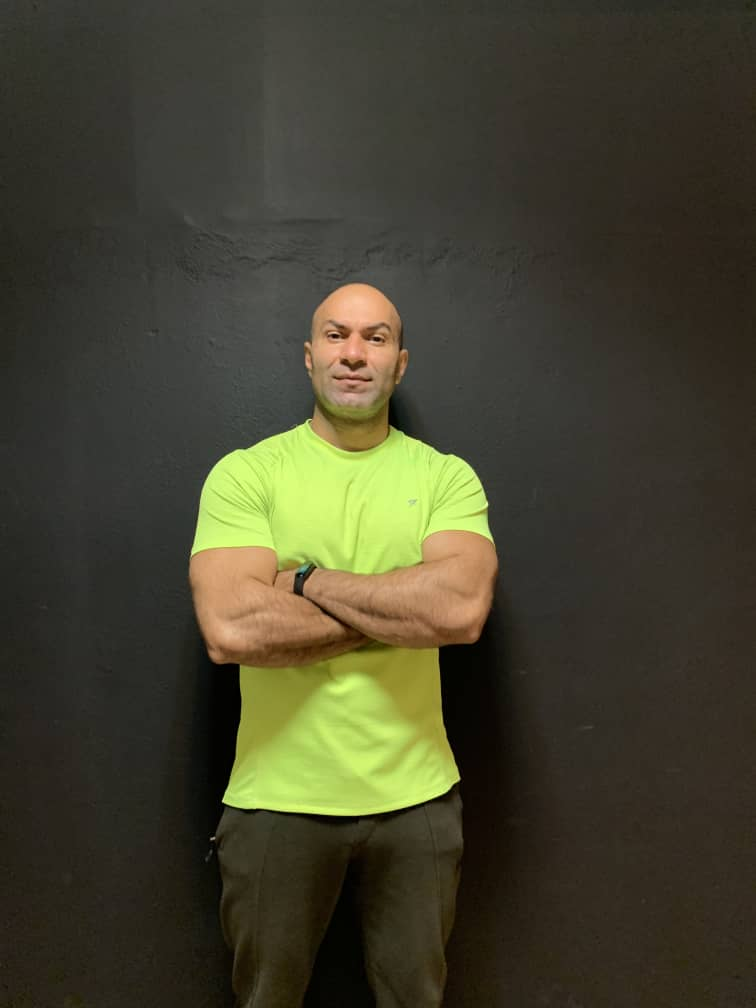

ابراهیم فتحی (زاده ۳۰ شهریور ۱۳۶۱ - نجف‌آباد) ووشوکار اهل کشور ایران است.

## زندگی‌نامه
ابراهیم فتحی متولد ۲۰ شهریور ۱۳۶۱ در شهرستان نجف اّباد استان اصفهان می‌باشد وی اصالتاً بختیاری است. وی در سن ۱۲ سالگی ورزش ووشو را آغاز کرد و تا سن ۱۸ سالگی تا مقام قهرمانی استان فعالیت داشته‌است و بعد از آن با شروع خدمت سربازی نتوانسته‌است به ورزش حرفه ای ادامه دهد ولی بعد از پایان دوره خدمت دوباره ورزش حرفه ای را آغاز کرد و توانست عضو تیم ملی ایران شود.وی در حال حاضر به عنوان مربی ووشو و پرورش اندام مشغول به کار است.

## دوران ورزشی
وی در چندین دوره از مسابقات قهرمانی جهان و آسیایی همچون: مسابقات ماکائو، کانادا، ترکیه، ویتنام، اندونزی و مالزی یکی از مدال آوران بخش تالو در فرم دوئلی‌ین بوده‌است.لازم است ذکر شود این تیم در مسابقات آسیایی ماکائو برای اولین بار در تاریخ تالو ووشو ایران مدال طلای آسیا را کسب کردند. او به همراه سه تن دیگر از همراهانش که در تیم گروهی دوئلی‌ین ایران به نام‌های محسن احمدی و نوید مکوندی و که در مسابقات جهانی متعدد حضور داشتند و توانستند برای سال‌های متوالی سکوی قهرمانی در این رشته را از آن خود کنند و نام ایران را به عنوان مدعی اصلی این رشته در دنیای ووشو ثبت نمایند.
مهم‌ترین قهرمانی وی در مسابقات جهانی تورنتو کانادا بوده‌است.
ایشان همچنین در رشته پرورش اندام و فیتنس به صورت حرفه‌ای مشغول فعالیت می‌باشد.